# بانديسال
بانديسال هو نوع من الخبز شائع في الفلبين، يصنع من الدقيق،خميرة،زيت،سكر وملح الطعام.